# Sanguisorba kishinamii
Sanguisorba kishinamii är en rosväxtart som beskrevs av Masaji Masazi Honda. Sanguisorba kishinamii ingår i släktet storpimpineller, och familjen rosväxter. Inga underarter finns listade i Catalogue of Life.